# Itame fsignum
Itame fsignum är en fjärilsart som beskrevs av Silbernagel 1943. Itame fsignum ingår i släktet Itame och familjen mätare. Inga underarter finns listade i Catalogue of Life.